# 张曙光 (1920年)
张曙光（1922年—2002年11月20日），原名韩志洪，又名韩建勋，男，河北饶阳人，中华人民共和国政治人物，原内蒙古自治区党委书记、中共第十二届中央委员、十三大代表。

## 生平
张曙光于1938年2月参加中国共产党，担任饶阳县一区青年抗日救国会主任，后任中共饶阳县一区委青委书记、区委委员，饶阳县青年抗日救国会主任、中共饶阳县委青委书记、县委委员，冀中八分区青救会组织部部长、青救会主任，冀中八分区各界抗日救国联合会青年部长。1944年夏，侵华日军开始对青沧交地区发动进攻，八路军冀中八分区开始对其进行固守反击。并于7月建立青沧交县（青县、沧县、交河县），组成中共青沧交县工作委员会，由常青、金铎、张曙光、田振东负责，张曙光担任县委常委。之后他担任中共献县、武强、青县县委书记，兼任献县、武强、青县游击大队政治委员，中共冀中区党委青委组织部长等职。
1949年8月担任共青团河北省委组织部部长、书记。1953年5月担任共青团中央青年农村工作部部长、团中央办公厅副主任。1958年10月担任中共云南昭通地委书记处书记。1960年任云南省委组织部副部长兼共青团省委第一书记。1977年担任中共文山壮族苗族自治州委第一书记。1981年7月任中共河北省张家口地委第一书记。1982年7月，任中共河北省委书记兼河北省省长。1986年3月任中共内蒙古自治区党委书记兼内蒙古军区党委第一书记。
1987年8月离职，担任中央顾问委员会委员。2002年11月20日在石家市逝世，享年82岁。

## 家庭
张曙光的父亲韩玉书早年从事中共地下工作，1930年加入中国共产党，是当地村里首任支部书记。他母亲张明珠也是当地第一名女共产党员，并长期掩护韩玉书从事地下工作。张曙光的妹妹韩志勇（1928年9月15日出生），深受父母影响，16岁加入中国共产党。中华人民共和国成立后，曾任灵寿县县长。